# The Incredible Hulk (jogo eletrônico de 2008)
The Incredible Hulk é um jogo eletrônico baseado no super-herói Hulk da Marvel Comics e no filme de 2008. As versões de console foram lançadas em 5 de junho de 2008 e a versão para PC foi lançada em 10 de junho de 2008. Edge of Reality desenvolveu as versões de console, enquanto Amaze Entertainment desenvolveu a versão handheld do jogo. O jogo é muito parecido com The Incredible Hulk: Ultimate Destruction, por causa de sua jogabilidade não linear e seus controles semelhantes. Edward Norton, Tim Roth, Liv Tyler, William Hurt e Tim Blake Nelson reprisam seus papéis do filme.

## Jogabilidade
O jogador controla durante todo o modo história o alter ego de Bruce Banner, Hulk (apesar de outros personagens poderem ser desbloqueados ao encontrar determinados colecionáveis). Ao protagonista foi dado uma grade considerável de golpes e movimentos. Usando socos, chutes, saltos e arrancadas, Hulk deverá derrotar, nas ruas de Nova York, inimigos que vão desde comuns soldados até poderosos HulkBusters, passando por tanques de guerra e helicópteros. Para auxiliá-lo ele pode utilizar objetos do ambiente retirados do chão, de árvores, restos de construção e veículos, dando a ele assim, uma gama de ataques ainda maior. Quase tudo que pode ser visto, pode ser destruído, essa é a principal ideia do jogo. Hulk pode mostrar todo o seu poder destrutivo nas diversas coisas ao seu redor de diversas maneiras. Além disso, a liberdade é garantida ao jogador, já que é um jogo do tipo "sandbox", onde as missões são feitas conforme se tem vontade e pode-se simplesmente fazer o que quiser sem necessariamente entrar em uma missão, sendo que estas são necessárias para se prosseguir na história.

## Recepção
As versões para Xbox 360, PlayStation 3, Nintendo DS e PlayStation 2 receberam críticas "mistas", enquanto as versões Wii e PC receberam "críticas geralmente desfavoráveis", de acordo com o site Metacritic.